# Sangre en la piscina
Sangre en la piscina (título original en inglés: The Hollow) es un libro de la autora Agatha Christie publicada originalmente en Estados Unidos en 1946.

## Argumento
Hércules Poirot es invitado a almorzar en la mansión Hollow en un fin de semana organizado por la anfitriona, Lady Lucy Angkatell. Al llegar, Poirot encuentra una auténtica escena del crimen, pero en un primer momento piensa que se trata de una representación teatral para conmemorar su presencia.
El joven Dr. John Christow está de bruces con la cabeza en un charco de sangre al lado de la piscina. Cerca del cadáver está su tímida mujer con un arma en la mano.
Enseguida Poirot percibe que no se trata de un juego y todo indica que Gerda, la mujer de John, descubrió que su marido la traicionaba y decidió acabar con su vida.
Pero la historia se complica. El arma en la mano de Gerda no es la misma que mató a John. Agonizante, la víctima pronuncia el nombre de Henrietta, su amante. John había despreciado la proposición de su exnovia que prometió vengarse. Lady Angkatell tenía un arma en una cesta de huevos y había acabado de recogerla cuando sucedió el crimen.